# Норт Харли (Њу Мексико)
Норт Харли (енгл. North Hurley) насељено је место без административног статуса у америчкој савезној држави Њу Мексико.

## Демографија
По попису из 2010. године број становника је 300.
| Група             | 2000.    | 2010.       |
| Белци             | 0 (0,0%) | 48 (16,0%)  |
| Афроамериканци    | 0 (0,0%) | 1 (0,3%)    |
| Азијати           | 0 (0,0%) | 0 (0,0%)    |
| Хиспаноамериканци | 0 (0,0%) | 246 (82,0%) |
| Укупно            | 0        | 300         |